# Temporada 2024 de los Kansas City Chiefs
La temporada 2024 es la 55ª de los Kansas City Chiefs en la National Football League (NFL), la 65ª en total y la duodécima bajo el entrenador en jefe Andy Reid. Los Chiefs comenzaron la temporada como campeones defensores por segundo año consecutivo e intentarán convertirse en el primer equipo en la era del Super Bowl en ganar tres campeonatos consecutivos. Los Chiefs iniciaron con un récord de 9–0 por primera vez desde 2013 y se convirtieron en el último equipo invicto de la NFL tras su victoria en la Semana 7 contra los San Francisco 49ers, junto con la derrota de los Minnesota Vikings ante los Detroit Lions más temprano ese día.
Tras una victoria en la Semana 10 contra los Denver Broncos, los Chiefs aseguraron su duodécima temporada consecutiva con récord positivo. Sus esperanzas de terminar invictos se desvanecieron tras una derrota como visitantes en la Semana 11 contra los Buffalo Bills. Aseguraron su décima aparición consecutiva en los playoffs luego de una victoria en la Semana 13 contra los Las Vegas Raiders en el Black Friday, junto con la derrota de los Miami Dolphins frente a los Green Bay Packers el día anterior. Con una victoria en la Semana 14 sobre Los Angeles Chargers, los Chiefs se consagraron campeones de la AFC Oeste por novena vez consecutiva, extendiendo el récord a 17 títulos divisionales, y mejoraron su récord de 11–6 de la temporada anterior.
Tras una victoria en la Semana 16 contra los Houston Texans, los Chiefs se mantuvieron invictos en casa por primera vez desde 2003. Luego de una victoria como visitantes en la Semana 17 contra los Pittsburgh Steelers en Navidad, los Chiefs aseguraron un descanso en la primera ronda y la ventaja de jugar en casa durante los playoffs de la AFC como el mejor sembrado. También fueron el primer equipo en ganar al menos 15 juegos desde los Carolina Panthers de 2015, establecieron un nuevo récord de victorias en temporada regular para la franquicia y se convirtieron en uno de los dos primeros equipos en ganar 15 juegos en una temporada de 17 partidos, junto con los Detroit Lions, siendo el primero en la AFC en lograrlo.
Aunque ganaron 15 partidos, nunca anotaron más de 30 puntos en un partido en toda la temporada, convirtiéndose en el primer campeón defensor en dos ocasiones que no supera los 30 puntos desde los Cleveland Browns de 1956. Además, 11 de sus victorias fueron por un margen de una sola anotación. Su diferencial de puntos de +59 es el peor entre los equipos con tres o menos derrotas desde la fusión AFL-NFL en 1970, excluyendo la temporada acortada por huelga de 1982.
Los Chiefs han sido señalados por recibir un trato favorable por parte de los árbitros durante la temporada, según algunas críticas,   acusaciones que la NFL ha negado .A pesar de la declaración de la NFL, los espectadores han seguido criticando a la liga, y algunos incluso han pedido un boicot al Super Bowl.
En la Ronda Divisional, los Chiefs, clasificados como el mejor sembrado, vencieron a los Houston Texans 23–14 para avanzar a su séptimo Campeonato de la AFC consecutivo, donde recibieron a los Buffalo Bills. Los Chiefs derrotaron a los Bills 32–29 en el Campeonato de la AFC para avanzar a su tercer Super Bowl consecutivo, donde enfrentarán a los Philadelphia Eagles en una revancha del Super Bowl LVII.
Los Chiefs mantuvieron su racha de apariciones en el Campeonato de la AFC desde 2018, siendo superados solo por los Patriots de 2011–2018 en cuanto al mayor número de apariciones consecutivas en la ronda de Campeonato de Conferencia. Incluyendo la postemporada, con la victoria sobre Houston, el entrenador en jefe Andy Reid se convirtió en el cuarto entrenador en la historia de la NFL en alcanzar 300 victorias, después de Don Shula, Bill Belichick y George Halas. Los Chiefs se convirtieron en el primer equipo que, habiendo ganado Super Bowls consecutivos, juega por un posible tercer título consecutivo.
Todas las transacciones que se enumeran a continuación ocurrieron entre el día posterior al último partido de los Chiefs en la temporada 2023 y el primer partido de la pretemporada 2024. La única excepción son los contratos a futuro, los cuales los Chiefs comenzaron a firmar después de la conclusión de la temporada regular 2023.
Los contratos a futuro se firman a partir de la conclusión de la temporada anterior. Por lo general, consisten en jugadores que pasaron una parte de la temporada previa en el equipo de prácticas de algún equipo.